# عصر یخبندان: کریسمس ماموتی
عصر یخبندان: کریسمس ماموتی  (به انگلیسی: Ice Age: A Mammoth Christmas) یا عصر یخبندان ۳/۵ یک پویانمایی تلویزیونی ویژه محصول سال ۲۰۱۱ میلادی از مجموعه عصر یخبندان است. تهیهٔ آن بر عهده بلواسکای و توزیع آن بر عهده فاکس قرن بیستم است. نمایش آن در شبکه فاکس در ۲۴ نوامبر ۲۰۱۱ انجام شد و دو روز بعد این انیمیشن به صورت بلوری و دی‌وی‌دی عرضه شد.

## داستان
سید، پیچ، ادی و کراش باید بابانوئل را پیدا کنند تا اسمشان را از لیست بچه‌های شیطون خط بزنند.

## صداپیشگان
- ری رومانو در نقش مندی
- جان لگویزامو در نقش سید
- دنیس لیری در نقش دیگو
- سی‌یرا براوو در نقش هلو
- کریس وج در نقش اسکارت
- کویین لطیفه در نقش الی
- شون ویلیام اسکات در نقش کراش
- جاش پک در نقش ادی
- بیلی گاردل در نقش سانتا (بابانوئل)
- تاد جوسپه میلر در نقش پرنسر
- جدا فریدلندر در نقش سلوت کوچک